# Çorum
Çorum este un oraș din Turcia.